# Register transfer level
Il register transfer level (RTL) è, in elettronica, un modo di descrivere il funzionamento di un circuito digitale. 
Nella descrizione RTL, il comportamento di un circuito è definito in termini di segnali, di elementi di memoria dei segnali (generici registri), e di operazioni logiche tra questi segnali. L'RTL è usato per creare descrizioni di alto livello di un circuito, partendo dai linguaggi di descrizione hardware, come il Verilog e il VHDL; dalle descrizioni in RTL si possono poi derivare rappresentazioni di basso livello che servono per la realizzazione fisica finale.

## Nei circuiti integrati
All'interno del flusso di progetto di un circuito integrato, l'RTL è usato nella fase di progettazione funzionale. Una descrizione RTL è di solito convertita in una descrizione del circuito detta a gate level, cioè con porte logiche e registri tipo flip-flop o latch, usando applicativi software di sintesi logica. Il risultato della sintesi è quindi usato dagli applicativi per il piazzamento e il routing (place&route) per creare la disposizione fisica (layout) del circuito integrato. Applicativi di simulazione funzionale possono simulare una descrizione RTL per verificarne la correttezza.